# Ligularia stenocephala
Ligularia stenocephala là một loài thực vật có hoa trong họ Cúc. Loài này được (Maxim.) Matsum. & Koidz. mô tả khoa học đầu tiên năm 1910.